# Habitación de Ames
Una habitación de Ames es una habitación distorsionada que se usa para crear una ilusión óptica. Fue inventada por el oftalmólogo estadounidense Adelbert Ames, Jr. en 1946 basado en el concepto de Hermann Helmholtz.

## Descripción
Está construida de tal manera que vista de frente aparenta ser una habitación ordinaria de forma cúbica, con una pared trasera y dos laterales paralelas entre sí y perpendiculares con el plano horizontal del suelo y el techo. Sin embargo, esto es un truco de perspectiva visual ya que en realidad la habitación es trapezoidal: las paredes están inclinadas al igual que el suelo y el techo, y la esquina derecha está más cerca para el observador frontal que la esquina izquierda (o viceversa).
Como resultado de una ilusión óptica, una persona de pie en una esquina aparenta en la observación ser un gigante, mientras que una persona de pie en la otra esquina parece ser un enano. La ilusión es bastante convincente, pues una persona caminando hacia adelante y hacia atrás desde la esquina izquierda a la derecha parece que aumenta o disminuye.
Las investigaciones han demostrado que la ilusión puede ser creada sin usar paredes ni techo; es suficiente con colocar un aparente horizonte (que en realidad no es horizontal) contra un telón de fondo, y el ojo se basa en la aparente relativa altura por encima de un objeto que esté en el horizonte.

## Uso en películas
Una habitación de Ames aparece en la película de 1971 Willy Wonka y la fábrica de chocolate, adaptación de la novela Charlie y la fábrica de chocolate de Roald Dahl. Asimismo, la trilogía cinematográfica de El Señor de los Anillos utiliza varios conjuntos de habitaciones de Ames en las secuencias para modificar las alturas de los hobbits y hacerlos parecer más pequeños cuando están junto a Gandalf. En 1960, la serie de televisión Viaje al fondo del mar usó una habitación de Ames en uno de los episodios para mostrar el intento de provocar que dos personajes (cada uno de pie en cada lado de la habitación) extravíen sus mentes. En la película Temple Grandin se muestra una habitación de Ames en una clase, y Temple Grandin construye una.

## Fenómeno Honi
Un tipo de distorsión de percepción selectiva llamado el fenómeno Honi hace que la distorsión provocada por la habitación de Ames sea menor respecto de una persona conocida que en relación con un extraño en igual situación. Esto se lo vinculó al efecto del amor, el gusto y la confianza de la persona que está mirando. Las mujeres en las que dichos sentimientos eran más intensos percibían la imagen de los extraños con más distorsión que la de sus parejas. En cambio la percepción por parte de los hombres en situaciones similares no parece encontrarse influenciadas por la fuerza de sus sentimientos hacia su esposa.
Estudios posteriores han llegado a la conclusión de que el fenómeno Honi no es como se pensó en un principio, pero puede ser explicado porque la percepción difiere según el sexo, y la mujer hace una percepción de las cosas más significativa y valiosa que los hombres.